# Отвага (Тверская область)
Отвага — опустевшая деревня в Нелидовском городском округе Тверской области.

## География
Находится в юго-западной части Тверской области на расстоянии приблизительно 3 км на север по прямой от поселка Земцы.

## История
На карте 1941 года отмечена как поселение с 12 дворами. До 2018 года деревня входила в состав ныне упразднённого Земцовского сельского поселения.

## Население
Численность населения не была учтена как в 2002 году, так и в 2010.